# 卡梅特 (加利福尼亞州)
卡梅特（英語：Carmet）是位於美國加利福尼亞州索諾馬縣的一個人口普查指定地區。

## 地理
卡梅特的座標為38°22′28″N 123°04′19″W / 38.37444°N 123.07194°W，而該地最高點為海拔高度55米（即180英尺）。

## 人口
根據2010年美國人口普查的數據，卡梅特的面積為0.742平方千米，當中陸地面積為0.742平方千米，而水域面積為0.000平方千米。當地共有人口47人，而人口密度為每平方千米63人。